# Vincent Nichols
Vincent Gerald Nichols (ur. 8 listopada 1945 w Crosby) – angielski duchowny katolicki, kardynał, arcybiskup Westminster. Prymas Anglii i Walii, wiceprzewodniczący Rady Konferencji Episkopatów Europy od 2016.

## Życiorys
Kształcił się na kapłana w Rzymie w latach 1963–1970. Uzyskał licencjat z filozofii i teologii na Uniwersytecie Gregoriańskim. 21 grudnia 1969 otrzymał święcenia kapłańskie i został skierowany do rodzinnej archidiecezji Liverpool. Dalsze studia podjął m.in. w Manchesterze i Chicago. W 1980 został dyrektorem Upholland Northem Institute. Od 1984 był sekretarzem Konferencji Biskupów Anglii i Walii.
5 listopada 1991 otrzymał nominację na biskupa pomocniczego Westminster ze stolicą tytularną Othona. Sakrę otrzymał 24 stycznia 1992 z rąk ówczesnego arcybiskupa Westminster kardynała Basila Hume. Pełnił wiele funkcji w konferencji episkopatu m.in. ds. szkół średnich i katolickiej edukacji.
15 lutego 2000 został przeniesiony na funkcję arcybiskupa Birmingham. Posługę pełnił tam do 3 kwietnia 2009 kiedy to został nowym arcybiskupem Westminster i prymasem Anglii i Walii po przejściu na emeryturę kardynała Murphego O’Connora. Ingres odbył się 21 maja 2009. Został mianowany kardynałem w dniu 22 lutego 2014. W 2016 został wybrany wiceprzewodniczącym Rady Konferencji Biskupów Europy. Brał udział w konklawe 2025, które wybrało papieża Leona XIV.

## Postępowanie w sprawie nadużyć seksualnych duchownych
W ramach śledztwa dotyczącego nadużyć seksualnych w archidiecezji Birmingham, postanowił nie ujawniać skarg dotyczących podległego mu księdza Johna Tolkiena, syna J.R.R. Tolkiena, który w latach 50. i 60. XX wieku miał molestować co najmniej pięcioro nieletnich. Kard. Vincent Nichols wystosował przeprosiny, za to że „dobro Kościoła” stawiał wyżej niż dochodzenie praw ofiar księdza Tolkiena.
W listopadzie 2020 w niezależnym raporcie na temat seksualnego wykorzystywania dzieci przez duchownych w latach 1970–2015 został ostro skrytykowany jako przywódca Kościoła katolickiego Anglii i Walii za brak osobistej odpowiedzialności, nieokazywanie współczucia wobec ofiar oraz właściwego przywództwa gdy wyżej stawiał reputację Kościoła ponad dobro ofiar. Zarzuty przedstawione w raporcie obciążyły łącznie ponad 900 osób (księży, zakonników i wolontariuszy). W okresie tym wszczęto 177 postępowań sądowych, w których zapadły 133 wyroki skazujące, a wiele innych zgłaszanych spraw „zamiatano pod dywan”.